# Château de la Motte (Saint-Brice-en-Coglès)
Pour les articles homonymes, voir Château de la Motte.
Le château de la Motte est un château du XVIIe siècle situé à Saint-Brice-en-Coglès en Ille-et-Vilaine.

## Localisation
Le château est situé dans le département français d'Ille-et-Vilaine, sur la commune de Saint-Brice-en-Coglès. Localisé à l'est du centre-bourg, il est situé sur les bords de la Loisance.

## Historique
La présence d'un château à Saint-Brice a été attestée dès 1151. Ce château-fort était en ruines au XVIe siècle et a été remplacé par le bâtiment actuel au XVIIe siècle.
Le 20 juillet 1795, pendant la Chouannerie, des volontaires et des gardes nationaux de Saint-Marc-le-Blanc pillent le château après avoir fusillé six personnes, âgées de 14 à 53 ans, dans le bois de la Motte, près de l'étang de Dieulegard. Quatre jours plus tard, des gardes nationaux de Saint-Marc, d'Antrain, de Rimou et de Tremblay reviennent piller le château, où il assassinent une servante nommée Françoise Hédou. Un garde national de Rimou est également tué accidentellement par un coup de feu tiré par un de ses camarades.
L'édifice est inscrit au titre des monuments historiques par arrêté du 31 octobre 1975. Le site formé par le château et ses abords est un site inscrit par arrêté du 4 décembre 1942. Il s'agit également d'un site archéologique identifié sous le numéro 35 257 1 AH.